# Chauliopleona dentata
Chauliopleona dentata is een naaldkreeftjessoort uit de familie van de Akanthophoreidae. De wetenschappelijke naam van de soort is voor het eerst geldig gepubliceerd in 1997 door Dojiri & Sieg.